# Leucania microgonia
Leucania microgonia là một loài bướm đêm trong họ Noctuidae.